# Didyplosandra
Didyplosandra es un género de plantas con flores perteneciente a la familia Acanthaceae. El género tiene 7 especies de hierbas.
Está considerado un sinónimo del género Strobilanthes.

## Especies seleccionadas
- Didyplosandra andersonii
- Didyplosandra bolumpattiana
- Didyplosandra hookeri
- Didyplosandra lanceolata
- Didyplosandra laxa
- Didyplosandra lurida
- Didyplosandra vestita